# Douglas Tait
Douglas Tait est un acteur, cascadeur et réalisateur indépendant américain né le 17 décembre 1978 à Tarzana (Californie).

## Biographie
Douglas Tait a étudié au Bishop Alemany High School (en) de Los Angeles, où il a fait partie de l'équipe de basketball, ce qui l'a amené à tourner dans une publicité télévisée. Il a interprété son premier rôle, Frankenstein, pendant qu'il était au lycée, sur scène au  Universal Studios Hollywood.
Puis, il s'est spécialisé dans l'interprétation de créatures : Jason dans Freddy contre Jason, Zorgon dans Zathura : Une aventure spatiale, Abominog dans Knights of Badassdom, etc.

## Filmographie

### Cinéma

#### Films
- 2003 : Freddy contre Jason de Ronny Yu : Jason Voorhees
- 2004 : The Last Letter : Sean Williams
- 2005 : Zathura : Une aventure spatiale de Jon Favreau : Zorgon
- 2005 : Short Fuse : petit Paul
- 2005 : Purple Heart (en) : Halliday
- 2007 : Carts (en) : Hubertus
- 2007 : Lords of the Underworld : joueur de basket dans l'équipe de Mickey
- 2007 : Father Son Holy Ghost : le cycliste Jason
- 2008 : The Season : Simon
- 2008 : Unemployed : un officier de police
- 2008 : Indiana Jones et le Royaume du crâne de cristal de Steven Spielberg : ?
- 2009 : Star Trek de J. J. Abrams : l'extraterrestre avec un long visage au bar
- 2009 : Le Monde (presque) perdu de Brad Silberling : Sleestak
- 2010 : My Name Is Khan de Karan Johar : Sniper (non-crédité)
- 2010 : The Dead Undead : Townsperson
- 2010 : The Hunchback : Melvin Jenkins / The Hunchback
- 2010 : American Flyer : Jim
- 2011 : Thor de Kenneth Branagh : géant des glaces (non-crédité)
- 2011 : Jack the Reaper : Railroad Jack
- 2013 : Coffin Baby (en) : CB Double
- 2013 : The Caterpillar's Kimono : deuxième joueur de la NBA
- 2014 : Knights of Badassdom de Joe Lynch : Abominog
- 2014 : Outpost 37 : L'Ultime Espoir : The Heavy
- 2015 : The Linda Vista Project : démon élémentaire
- 2016 : Havenhurst (en) d'Andrew C. Erin (en) : Jed
- 2016 : A Life Lived : un sans-abris
- 2016 : The Fiancé : Sasquatch
- 2016 : Dead South : Avan
- 2017 : Journey to the Forbidden Valley : Yeren
- 2017 : The Pod : créature dirigeante
- 2018 : Unfriended: Dark Web de Stephen Susco (en) : Charon IV
- 2018 : The Final Wish (en) de Timothy Woodward Jr. (en) : Jinn
- 2018 : Tales of Frankenstein : la création de Karnstein
- 2019 : Hellboy de Neil Marshall : Gruagach (non-crédité)
- 2019 : Annabelle : La Maison du mal : le loup-garou
- 2019 : Nineteen Summers : l'officier Paxton
- 2019 : Wild Boar : le chasseur
- 2021 : Halloween Kills : The Shape

#### Courts métrages
- 2003 : Why : Todd
- 2007 : The Solicitor : Eddie
- 2009 : Shadow Man : le sergent Doyle
- 2010 : Goofyfoot : l'homme du CPR
- 2010 : In the Name of Freedom : le sergent Monty
- 2011 : The Face at the Window : James Ethan Halloway
- 2011 : Last Job of the Out of Controls : Dogcage
- 2011 : Dead of Nowhere 3D : Big Hawg
- 2015 : The Real Housewives of Westeros : le capitaine marchand
- 2017 : The Boogeys : le Boogey
- 2018 : Rust In Peace : X-On
- 2018 : Dreams Video : l'officier Strummer
- 2018 : E.N.T.E.R. : Peter
- 2019 : Fort Irwin : le guide touristique

### Télévision

#### Téléfilms
- 2006 : Dead & Deader : soldat zombie en chef (non-crédité)
- 2012 : Fred 3: Camp Fred (en) : Crocobearimoose
- 2014 : Neckpee Island : Tovar
- 2016 : Cozmo's : Vretch

#### Séries télévisées
- 1996 : La fille de l'équipe (en) (Hang Time) : ?
- 1997 : Star Trek: Deep Space Nine : un colon (non-crédité)
- 1999 : Sept à la maison : ?
- 2000 : Sabrina, l'apprentie sorcière : Frankenstein
- 2007 : Drake et Josh : le deuxième portier
- 2010 : Les Experts : Miami : André
- 2010 : La force du destin : Pitt Boss
- 2010-2013 : Paire de rois
- 2011 : Supah Ninjas : Gladiateur (non-crédité)
- 2012 : Breakout Kings : Admin Gaurd
- 2012 : Wicked Attraction : Steven Beersdorf
- 2017 : Grimm : le Zerstorer
- 2013 : Drugs Made Me Do It : Justin Davis
- 2013 : Mighty Med, super urgences : Crimson Demon
- 2014 : The Quest (en) (10 épisodes) : Verlox
- 2015 : Liv et Maddie : le gars costaud
- 2015 : Nightmares : lui-même (invité)
- 2015 : Dirty Cues : capitaine Colombie
- 2015-2016 : Teen Wolf : le pathologiste
- 2017 : Dimension 404 (en) : créature polybe
- 2017 : SuperHigh : l'officier Baxter
- 2017 : Marvel : Les Agents du SHIELD : Kree Trooper (non-crédité)
- 2017 : The Haunt : Jonathan
- 2018 : L'École des chevaliers : la momie
- 2019 : Legacies (6 épisodes)
- 2020 : Star Trek: Picard : Tellarite